# Tubilla del Lago
Tubilla del Lago è un comune spagnolo di 156 abitanti situato nella comunità autonoma di Castiglia e León.